# Pierre-Joseph Proudhon
(Pierre-Joseph Proudhon)
Pierre-Joseph Proudhon (Besançon, 15 gennaio 1809 – Passy, Parigi, 19 gennaio 1865) è stato un filosofo, economista, sociologo, saggista, federalista, socialista libertario e politico francese. Emergendo come una delle figure chiave dell'anarchismo, Proudhon fu il primo a riscattare e attribuire un significato positivo ai termini "anarchia" e "anarchico", che fino ad allora venivano usati esclusivamente in un contesto dispregiativo, associati agli aspetti di anomia ed entropia, persino dai suoi contemporanei e dai pensatori che lo precedettero, come William Godwin, considerato spesso un teorico e precursore dell'anarchismo.
Inoltre ispirò il celebre simbolo della A cerchiata, il cui significato risiede nella sua stessa massima "l'Anarchia è l'ordine senza il potere", oltre ad aver coniato il motto "La proprietà è una rapina" (La propriété, c'est le vol!) contenuto nella suo primo saggio politico, Che cos'è la proprietà? O, un'indagine sul principio del diritto e del governo (1840; Qu'est-ce que la propriété? Recherche sur le principe du droit et du gouvernement).
In un primo momento, Proudhon promosse il "possesso" (un diritto esclusivo legato all'utilizzo perpetuo del bene economico che non produce rendita) in alternativa alla proprietà secondo la definizione del diritto romano (il diritto di usare e abusare del proprio nei limiti della legge), ma successivamente, in risposta alle critiche di Max Stirner e Karl Marx, rielaborò il concetto di possesso come "proprietà limitata" nella sua opera successiva: la Théorie de la propriété (1866). Secondo Proudhon, nel capitalismo i lavoratori erano privati di quello che lui definiva un "surplus". Partendo da principi di diritto naturale, sosteneva che i lavoratori dipendenti dovessero avere un diritto di proprietà sul prodotto:
Questa è la mia proposizione: il lavoratore conserva, anche dopo aver ricevuto il suo salario, un diritto naturale di proprietà sulla cosa che ha prodotto. [...] Il prezzo non è sufficiente: il lavoro degli operai ha creato un valore; ora questo valore è di loro proprietà. Ma essi non l'hanno né venduto né scambiato; e tu, capitalista, non l'hai guadagnato. Che tu abbia un diritto parziale sull'intero, in cambio dei materiali che hai fornito e delle provviste che hai fornito, è perfettamente giusto. Se hai contribuito alla produzione, è giusto che partecipi al godimento.»
Questa nozione è comunemente interpretata come un riferimento alla teoria del lavoro di acquisto della proprietà. In tale senso, Proudhon accoglieva la proprietà acquisita tramite la specificazione (la proprietà che, per lui, rappresenta la libertà — la propriété, c’est la liberté!), mentre respingeva la proprietà terriera ottenuta attraverso l'occupazione (la proprietà come diritto del primo occupante, che considerava essere illegittima e una "rapina" — la propriété, c'est le vol!) perché, a suo avviso, la proprietà terriera – senza le norme di usufrutto mutualistico – si traduce in una rendita che Proudhon, per analogia, definisce una rapina nei confronti della forza-lavoro agricola; ne consegue che, l'unica proprietà legittimata da Proudhon, è quella legata al lavoro personale o all'uso attivo di fattori produttivi come la terra e il capitale. Egli respinge anche la proprietà acquisita tramite guadagni derivanti da tassi di interessi, contratti di locazione o attività che coinvolgono il lavoro salariato (cioè, dove esiste il rapporto prestatore-datore di lavoro). Nella Philosophie de la misére e nella Théorie de la propriéte sostenne che non è il diritto di proprietà in sé a generare ingiustizia, bensì i modi in cui essa viene acquisita.
Dopo la caduta di Luigi Filippo di Francia, venne eletto nell'Assemblea nazionale durante il breve periodo della Seconda Repubblica francese, sorta a seguito dei moti del 1848, nel quale teorizzò il sistema economico noto come mutualismo. Il mutualismo, come concepito da Proudhon, include federazioni agricolo-industriali che adottano "contratti di federazione" ispirati alla teoria del contratto sociale di J.-J. Rousseau. Questi contratti sono accettati individualmente dagli associati, in opposizione a quello che l'autore descrive come il "principio della sovranità illimitata" degli Stati nazionali. Inoltre, un sistema bancario non profit garantirebbe credito a tasso zero a lavoratori e associazioni per l'avvio delle loro attività, le quali funzionerebbero indipendentemente dal controllo centralizzato di uno Stato.
Con l'intensificazione dei suoi legami con i circoli socialisti di Parigi, entrò in contatto con altre figure di spicco del movimento, tra cui Karl Marx, Louis Blanc e Michal Bakunin, quest'ultimo divenuto in seguito suo seguace. La pubblicazione di Che cos'è la proprietà? attirò l'attenzione delle autorità francesi dell'epoca e anche quella di Marx, che iniziò una corrispondenza con l'autore. I due si influenzarono reciprocamente e si incontrarono a Parigi mentre Marx era in esilio. La loro amicizia terminò quando Marx rispose al Sistema delle contraddizioni economiche, o Filosofia della miseria (1846; Système des contradictions économiques ou Philosophie de la misère) di Proudhon con il provocatorio titolo Miseria della filosofia. Risposta alla "Filosofia della miseria" di Proudhon (1847; Misère de la philosophie. Réponse à la "Philosophie de la Misère" de Proudhon). Questa disputa divenne una delle cause della scissione tra l'ala anarchica e quella marxista dell'Associazione Internazionale dei Lavoratori. Alcuni, come Edmund Wilson, hanno sostenuto che l'attacco di Marx a Proudhon fosse motivato dalla difesa, da parte di quest'ultimo, di Karl Grün, che Marx disprezzava, ma che stava preparando le traduzioni dell'opera di Proudhon.
Proudhon fu arrestato nel 1849 a causa delle sue opinioni espresse contro il Presidente Louis-Napoléon Bonaparte, che in seguito divenne l'Imperatore Napoleone III, e rilasciato nel 1852. Dopo un tentativo di riavvicinamento con Napoleone III, pubblicò un nuova opera, intitolata De la justice dans la révolution et dans l'Église, che gli valse una nuova condanna. Tornò a Parigi dopo che gli fu condonata la pena e vi morì nel 1865. Dopo la morte del suo discepolo Michail Bakunin, il "socialismo libertario" di Proudhon si è frammentato in diverse correnti: anarchismo individualista, anarchismo collettivista, anarchismo comunista e anarchismo sindacalista, avendo tra i suoi esponenti di spicco figure come Carlo Cafiero, Joseph Déjacque, Kropotkin e Benjamin Tucker. La sua opposizione al comunismo, che considerava essere una forma di governo oppressivo e centralizzata, lo portò a divenire in Francia una figura spesso citata dalle correnti che si opponevano al marxismo, come il federalismo, il sindacalismo di ispirazione soreliana e gli eredi del mutualismo.

## Biografia

### Giovinezza
Proudhon nacque a Besançon, in Francia, da un fabbricante di barili per birra. A undici anni, dopo un'infanzia spesa in lavori familiari per lo più rurali, entrò nella scuola della città, nonostante la famiglia fosse troppo povera per garantirgli i libri necessari. Si formò da autodidatta. A diciannove anni entrò a lavorare nel campo della stampa, per poi diventare revisore di opere ecclesiastiche in via di pubblicazione. Acquisì in questo modo una discreta conoscenza in ambito teologico che coltivò studiando ebraico e comparandolo al greco, al latino e al francese. Scrisse anche un trattato di grammatica generale, Essai de grammaire génerale, che costituisce una prima prova della sua audacia intellettuale. Nel 1838 ottenne la borsa di studio Suard di 1500 franchi annui per tre anni, offerta in dono dall'Accademia di Besançon come incoraggiamento per le giovani promesse.

### Interessi in politica
Nel 1839 scrisse il trattato L'Utilité de la célébration du dimanche, che contiene i primi germogli delle sue idee rivoluzionarie. In questo periodo inoltre si recò a Parigi, dove condusse una vita povera, ascetica e dedita allo studio, entrando in contatto con gli ideali socialisti che allora andavano diffondendosi nella capitale francese. Nel 1840 pubblicò Qu'est-ce que c'est la propriété? (Che cos'è la proprietà?), in cui sostiene la sua ormai celebre tesi secondo cui "la propriété, c'est le vol" ("la proprietà è un furto"), che gli valse l'antipatia dei membri direttivi dell'Accademia di Besançon, che tuttavia non riuscirono a ritirargli la borsa di studio.
Infine nel 1846 diede alla luce la sua più grande opera, il Système des contradictions économiques ou Philosophie de la misère (Il sistema delle contraddizioni economiche o La filosofia della povertà). Per qualche tempo Proudhon portò avanti una piccola tipografia a Besançon, ma senza successo. Successivamente divenne una sorta di manager per un'impresa commerciale di Lione. Nel 1847 tuttavia lasciò questo impiego e alla fine si stabilì a Parigi, dove era ora celebrato come uno dei massimi esponenti dell'innovazione. In quell'anno aderì alla Massoneria, essendo iniziato in una loggia del Grande Oriente di Francia, ma non andò mai oltre il grado di apprendista.
Nella corrispondenza con Giuseppe Ferrari sull'unione italiana Proudhon criticava Mazzini in quanto massone (Correspondance, vol. IX, Paris, éd. A. Lacroix, 1875) e si lamentava spesso di essere perseguitato dalla massoneria. Criticando Marx, lo definiva in senso spregiativo "massone ebreo". 

### Proudhon e la Rivoluzione del 1848
Sorpreso dalla Rivoluzione del 1848, partecipò alla rivolta di febbraio e alla stesura di quello che definiva "la prima proclamazione repubblicana" della nuova repubblica. Ebbe una cattiva impressione del nuovo governo provvisorio, capeggiato da Dupont, un politico di vecchio stampo, oltre che da liberali che anteponevano la riforma politica a quella socio-economica, che Proudhon considerava basilare. Pubblicò il proprio punto di vista circa le riforme da affrontare, completato nel 1849, dal titolo Solution du problème social (Soluzione della questione sociale), nel quale mette a punto un sistema di mutua cooperazione finanziaria tra lavoratori. Questo avrebbe potuto trasferire il controllo delle relazioni economiche dai banchieri e dai capitalisti ai lavoratori veri e propri. La parte centrale del suo progetto era la fondazione di una banca che fornisse credito a un basso tasso di interesse ed emanasse banconote per sostituire le valute basate sull'oro.

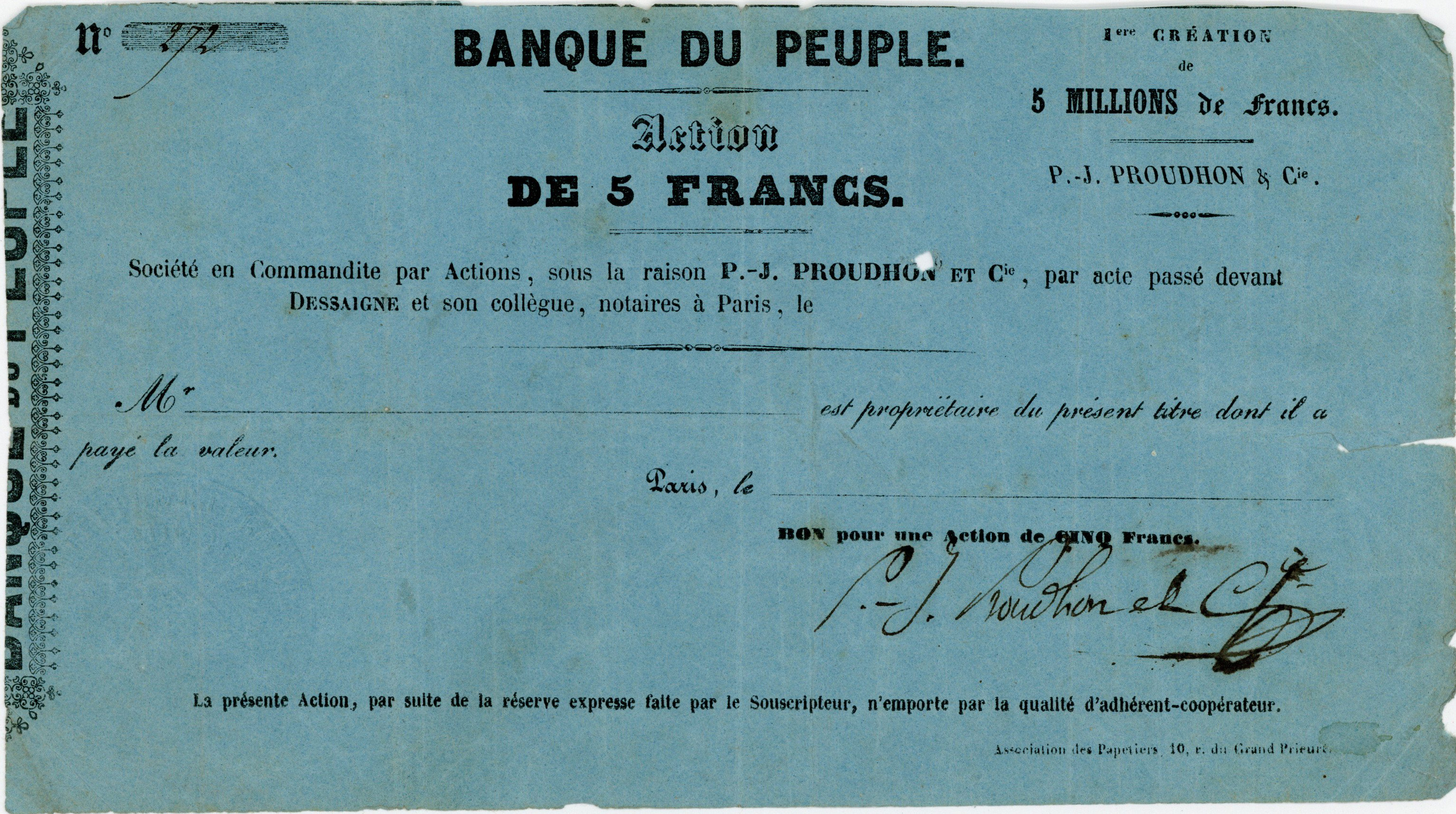
Azione della Banque du Peuple fondata da Pierre-Joseph Proudhon il 31 gennaio 1849 con un valore nominale di 5 franchi, preparata per l'emissione nel febbraio 1849 e firmata dallo stesso Proudhon

Durante la Seconda Repubblica francese Proudhon godette di un enorme impatto sul pubblico grazie alla sua attività giornalistica. Fu coinvolto in quattro differenti testate: Le Représentant du Peuple (febbraio 1848 - agosto 1848), Le Peuple (settembre 1848 - giugno 1849), La Voix du Peuple (settembre 1849 - maggio 1850) e Le Peuple de 1850 (giugno 1850 - ottobre 1850). Il suo stile polemico, unito all'immagine di osservatore esterno che egli aveva di sé stesso, produsse un giornalismo cinico e combattivo che attirava molti lavoratori francesi, nonostante ne allontanasse altri. Criticò ripetutamente le forze armate del governo e promosse la riforma del credito. Alla fine tentò di fondare una banca popolare, Banque du peuple, nel 1849, ma nonostante le oltre 13.000 firme (soprattutto da parte di lavoratori), le emissioni furono limitate a 18.000 franchi e l'intera impresa abortì. Proudhon si candidò per l'assemblea costituente nell'aprile del 1848, ma non fu eletto, sebbene il suo nome apparisse nei ballottaggi a Parigi, Lione, Besançon e Lilla.
Tuttavia ottenne il successo nelle elezioni complementari tenutesi il 4 giugno e militò come deputato durante i dibattiti per gli Ateliers Nationaux, creati da un decreto del repubblicano Louis Blanc nel febbraio 1848. Gli Ateliers Nationaux dovevano garantire l'impiego ai disoccupati, ma Proudhon non fu mai entusiasta di quest'attività, considerandola essenzialmente un'istituzione caritatevole che non risolveva i problemi del sistema economico. Inoltre era contro la sua eliminazione, a meno che non fosse stata trovata un'alternativa per i lavoratori che vi erano impiegati.
Rimase fortemente colpito dalla violenza della rivoluzione nel 1848, provocata dalla chiusura degli Ateliers Nationaux. In seguito visitando di persona le barricate ebbe modo di rendersi conto che la sua presenza alla Bastiglia allora fu una delle azioni più onorevoli della sua vita. Ma in generale, durante gli eventi tumultuosi del 1848, Proudhon si oppose alle insurrezioni predicando una conciliazione pacifica, una decisione che era coerente con il suo impegno contro la violenza: disapprovò difatti le rivolte e le dimostrazioni di febbraio, maggio e giugno 1848.
Proudhon morì il 19 gennaio 1865 e fu seppellito a Parigi, nel cimitero di Montparnasse nella cappella di famiglia.

## Il pensiero
Proudhon è il primo intellettuale conosciuto per essersi definito "anarchico".

### Governo

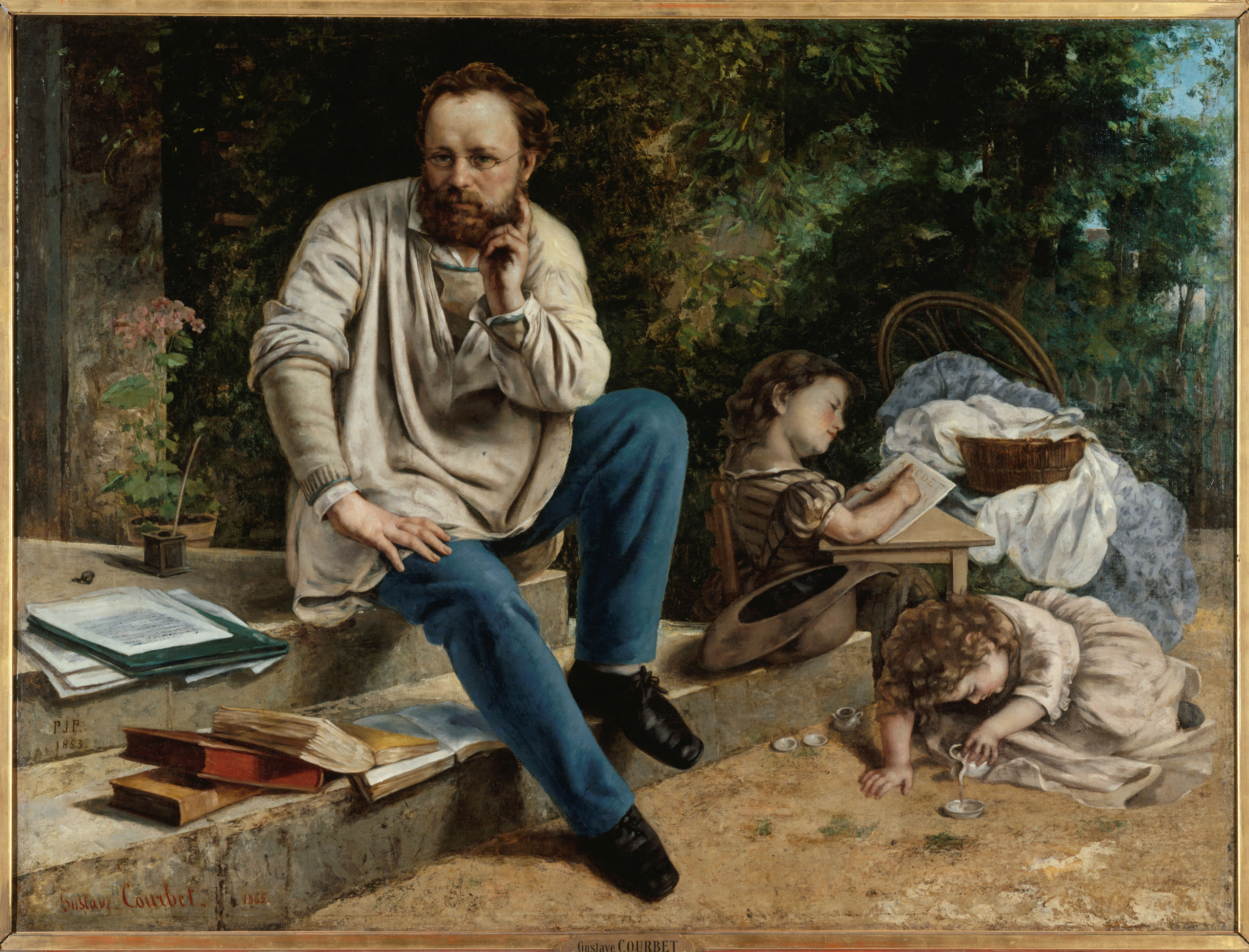
Pierre Joseph Proudhon e i suoi figli. Dipinto di Gustave Courbet, 1865.

Egli definì inizialmente l'anarchia come l'assenza di signori, di monarchi o governanti in uno stato sovrano, in Che cos'è la proprietà? e come il bisogno di "una società senza autorità" ne L'idea generale della Rivoluzione. Estese poi questa analisi oltre le mere istituzioni politiche, affermando che "proprietario" è sinonimo di "padrone". Per Proudhon infatti:
Verso la fine della sua vita, Proudhon modificò in parte le sue originarie convinzioni nel Del principio federativo. In esso definisce il federalismo come teoria dello stato basato sul contratto politico (o di federazione). Afferma che lo stato, per essere coerente con il suo principio, deve equilibrare nella legge l'autorità con la libertà e che questo si ottiene ponendo a perno del loro equilibrio il contratto politico o di federazione fra le persone responsabili. Potrebbe essere questa la "religione civile dell'umanità" per i prossimi secoli. È considerato il padre del federalismo integrale.
Nella sua forma di governo ideale, egli rifiuta la presenza di uno Stato perché considerato un'istituzione assurda, finalizzata semplicemente allo sfruttamento del lavoro altrui da parte di alcuni uomini. Egli rifiuta ogni tipo di potere al di sopra dell'individuo, ivi compreso Dio che, in ambito religioso, è esattamente come lo Stato in ambito politico e la proprietà in quello economico: istituzioni illegittime finalizzate al controllo degli altri uomini e al loro sfruttamento.
(Pierre-Joseph Proudhon)
Vale la pena, per chiarezza, ripetere la concezione della società di Proudhon, da lui stesso formulata ad appena trenta anni in Célébration du dimanche: "Trovare uno stato d'eguaglianza sociale che non sia né comunismo, né dispotismo, né frazionamento, né anarchia, ma libertà nell'ordine e indipendenza nell'unità".
Dice ancora molti anni più tardi in "Del principio federativo": "Come variante del regime liberale, ho indicato l'ANARCHIA o governo di ognuno da parte di se stesso, in inglese "self-government". L'espressione di governo anarchico implica una sorta di contraddizione, la cosa sembra impossibile e l'idea assurda. Non c'è qui che da rivedere il termine; la nozione di anarchia, in politica è razionale e positiva come nessun'altra. Essa consiste nel fatto che, una volta ricondotte le funzioni politiche alle funzioni della produzione, l'ordine sociale risulterebbe solo dal fatto delle transazioni e degli scambi. Ognuno allora potrebbe dirsi autocrate di se stesso. Il che è l'estremo opposto dell'assolutismo monarchico. (...). Malgrado il richiamo potente della libertà, né la democrazia né l'anarchia nella pienezza e integrità della loro idea, si sono realizzate in nessun luogo".

### Economia
Nei suoi primi lavori Proudhon analizzò la natura e i problemi dell'economia capitalistica e le sue critiche non si limitarono solo al capitalismo, ma riguardarono anche la visione socio-economica dei socialisti suoi contemporanei. Da Che cos'è la proprietà? alla pubblicazione postuma di La teoria della proprietà, dichiarò che "la proprietà è un furto", "la proprietà è insostenibile", "la proprietà è dispotismo" e "la proprietà è libertà". Quando infatti disse "la proprietà è un furto", si riferiva ai possidenti terrieri e ai capitalisti i cui proventi considerava come furti nei confronti dei lavoratori. Per Proudhon il lavoratore di un capitalista è "subordinato, sfruttato: la sua condizione permanente è di obbedienza".
Nell'affermare che "la proprietà è libertà", si riferiva invece non solo al prodotto del lavoro individuale, ma anche a quello di contadini e artigiani che ricavano beni dalla vendita dei propri servizi e del proprio surplus. Per Proudhon l'unica e legittima fonte di proprietà è il lavoro. Quello che chiunque può produrre è di sua proprietà: invocava l'indipendenza dei lavoratori e condannava la proprietà capitalistica dei mezzi di produzione. Rigettò strenuamente alla pari il possesso dei mezzi di produzione da parte della società intera, sostenendo in Che cos'è la proprietà? che "tutto il capitale sociale accumulato, non è di esclusiva proprietà di nessuno".
Proudhon perciò non approva che la società possegga tutti i mezzi di produzione o tutti i beni terrieri, ma propone piuttosto che chi ne fruisce li possegga (sotto il controllo da parte della società, tramite le regolazioni di mercato). Proudhon si definì socialista ma si oppose al possesso da parte dello Stato dei beni in favore di una proprietà da parte dei lavoratori stessi, organizzati in associazioni. Ciò ne fece uno dei primi intellettuali del socialismo libertario e gli procurò grande influenza nella teorizzazione di un possibile sistema autogestionale. Chiamò questo concetto di fruizione-proprietà "possesso", e questo sistema economico "mutualismo". Proudhon mosse molte critiche alla proprietà di terre e capitali, incluse critiche morali, economiche, politiche e di libertà individuale. In una di queste critiche afferma che la proprietà crea profitto, genera instabilità e induce a circoli di debiti che superano la capacità di produzione, spingendo ad aumentare la crescita all'infinito. Un'altra critica afferma che la proprietà crea squilibri sociali e fenomeni di dispotismo che si ritorcono contro i lavoratori stipendiati, soggetti all'autorità illegittima dei datori di lavoro.

## Critiche

### Le accuse di sessismo
Una concezione ancora legata alla società dell'epoca, non allineata all'anarchismo a tutto tondo, è il suo sessismo, che spinse Joseph Déjacque, come anche successivi pensatori anarchici, ad accusare Proudhon di essere incoerente con le sue idee libertarie. Un sessismo dovuto alla difficile vita del lavoratore, inserita nella società basata sulla famiglia tradizionale, dove venivano sfruttate donne e bambine. Il ruolo delle donne è legato all'importanza del loro ruolo nella famiglia e vede la loro emancipazione quando l'uomo sarà in grado di "emanciparsi" nei lavori domestici.

### Le accuse di antisemitismo
Stewart Edwards, editore degli Scritti scelti di Pierre-Joseph Proudhon, afferma che: "I diari di Proudhon rivelano che egli aveva sentimenti di odio quasi paranoico verso gli Ebrei, sentimenti diffusi in Europa all'epoca. Nel 1847 considerò la possibilità di pubblicare un articolo contro la "razza ebraica", che affermava di odiare. L'articolo in questione avrebbe "richiesto l'espulsione degli Ebrei dalla Francia [...] l'Ebreo è il nemico della razza umana. Questa razza deve essere riportata in Asia, o sterminata. Heinrich Heine, Weil, e gli altri sono semplicemente spie segrete. Rothschild, Crémieux, Marx, Fould, uomini malvagi, invidiosi, aspri [...] che ci odiano". Graham Purchase afferma che sebbene Proudhon fosse personalmente antisemita, "l'antisemitismo non aveva alcun ruolo nel programma rivoluzionario di Proudhon". Lo stesso Proudhon sosteneva che sotto il mutualismo "non vi sarà più nazionalità, o patria, nel senso politico dei termini; significheranno solo luogo di nascita. L'uomo, di qualunque razza o colore possa essere, è un abitante dell'universo; la cittadinanza è ovunque un diritto acquisito."

## Opere
- Qu'est ce que la propriété? Che cos'è la proprietà? (1840)
- De la Célébration du Dimanche, considérée sous les rapports de l'Hygiene publique, de la Morale, des relations de Famille et de cité (Paris, Besançon, 1845)
- Système des contradictions économiques ou Philosophie de la misère Sistema delle contraddizioni economiche (1846)
- Solution of the Social Problem, (1849)
- Idée générale de la révolution au XIXe siècle (1851)
- Le manuel du spéculateur à la bourse (1853)
- De la justice dans la révolution et dans l'Eglise La Giustizia nella Rivoluzione e nella Chiesa (1858)
- La Guerre et la Paix (1861)
- La federazione e l'unità d'Italia (titolo originale La Fédération et l'unité en Italie) (1862)
- Du principe Fédératif Del principio federativo (1863)
- De la capacité politique des classes ouvrières (1865)
- Théorie de la propriété Critica della proprietà e dello stato (1866)
- Théorie du mouvement constitutionnel (1870)
- Du principe de l'art (1875)
- Correspondance (1875)